# Melanopella marginata
Melanopella marginata is een hooiwagen uit de familie Sclerosomatidae.